# Leucania ossicolor
Leucania ossicolor là một loài bướm đêm trong họ Noctuidae.